# Gary O'Toole
Gary Charles O'Toole (Irlanda, 6 de agosto de 1968) es un nadador retirado especializado en pruebas de estilo braza. Fue medalla de bronce en la prueba de 200 metros braza durante el Campeonato Europeo de Natación de 1989.
Representó a Irlanda durante los Juegos Olímpicos de Barcelona 1992 y Seúl 1988.

## Palmarés internacional
| Campeonato Europeo de Natación | Campeonato Europeo de Natación | Campeonato Europeo de Natación | Campeonato Europeo de Natación |
| Año                            | Lugar                          | Medalla                        | Prueba                         |
| ------------------------------ | ------------------------------ | ------------------------------ | ------------------------------ |
| 1989                           | Bonn ( Alemania Occidental)    | Medalla de bronce              | 200 m braza                    |